# وسام أستراليا
وسام أستراليا هو تكريم يعترف بالمواطنين الأستراليين وغيرهم من الأشخاص لإنجازهم أو خدمتهم الجديرة بالتقدير. تأسست في 14 فبراير 1975 من قبل إليزابيث الثانية، ملكة أستراليا، بناءً على نصيحة الحكومة الأسترالية. قبل إنشاء الأمر، حصل المواطنون الأستراليون على مرتبة الشرف البريطانية.
ملكة أستراليا هي صاحبة السيادة على الأمر،  بينما الحاكم العام لأستراليا هو الرفيق الرئيسي / السيدة / الفارس (حسب الاقتضاء في ذلك الوقت) ومستشار الأمر. السكرتير الرسمي للحاكم العام، حاليًا بول سينغر، هو سكرتير الأمر. يتم التعيينات من قبل الحاكم العام نيابة عن ملكة أستراليا، بناءً على التوصيات التي قدمها مجلس وسام أستراليا. (أوصى رئيس وزراء أستراليا بعربات الفروسية والأدب الأخيرة للحاكم العام).

## مستويات العضوية
الترتيب مقسم إلى عام وفرقة عسكرية. كانت مستويات التعيين الخمسة في الترتيب بترتيب تنازلي للأقدمية هي:
1. فارس وسام وسام أستراليا (AK و AD - غير نشط)؛ [ا] [2][3][4]
2. رفيق وسام أستراليا (AC - حصة 35 في السنة)؛ [4]
3. ضابط وسام أستراليا (AO - حصة 140 في السنة)؛ [4]
4. عضو في وسام أستراليا (AM - حصة 605 في السنة)؛ [4][5]
5. وسام وسام أستراليا (OAM - لا حصة). [ب]

يمكن تقديم جوائز فخرية على جميع المستويات لغير المواطنين المستحقين - وهذه الجوائز تُضاف إلى الحصص.

## شارة

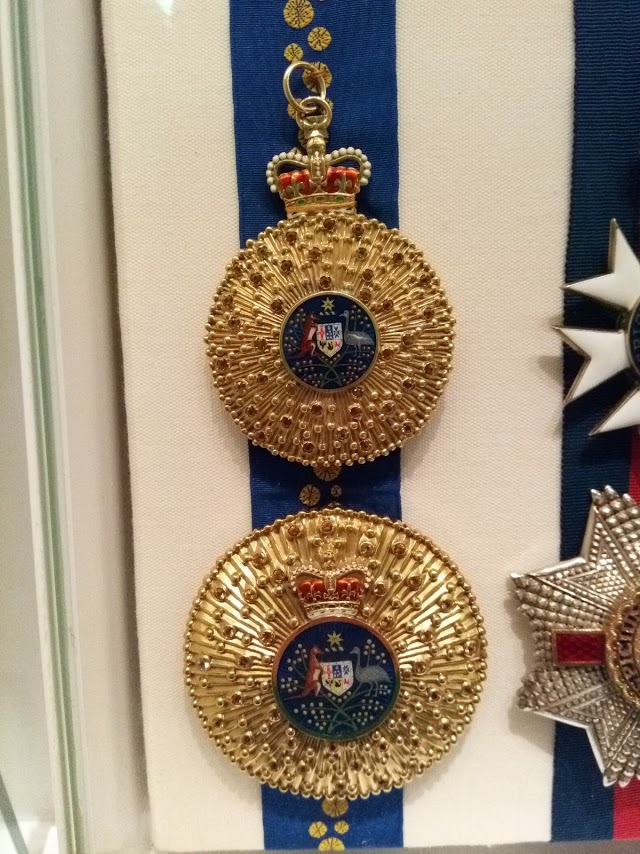
فارس وسام أستراليا

شارة وسام أستراليا عبارة عن قرص محدب (ذهبي لـ AKs وADs و ACs ، مذهب لـ AOs و AMs و OAMs) يمثل زهرة Golden Wattle. يوجد في المنتصف حلقة تمثل البحر، وكلمة «أستراليا» أسفل فرعين من المعشقات الذهبية. القرص بأكمله تعلوه تاج سانت إدوارد. شارة التيار المتردد مزينة بالسترين، وخاتم مطلي بالمينا باللون الأزرق، وتاج مطلي بالمينا. تتشابه شارة AO بدون السترينات. بالنسبة لشارة AM ، يتم طلاء التاج بالمينا فقط، وتكون شارة OAM واضحة. تتشابه شارة AK / AD مع شارة AC ، ولكن مع الاختلاف الذي تحتويه في المنتصف على قرص مطلي بالمينا يحمل صورة شعار النبالة الأسترالي.
نجم الفرسان والسيدات هو قرص ذهبي محدب مزين بالسترين، مع قرص داخلي أزرق متوج بشكل ملكي يحمل صورة شعار أستراليا. 
شريط الطلب أزرق اللون به شريط مركزي من تصميمات أزهار المعشوق الذهبية؛ أن الفرقة العسكرية لديها خطوط حافة ذهبية إضافية. AKs ،  يرتدي رجال AC و AOs شاراتهم على العنق؛ يرتديها الذكور AMs و OAMs على شريط على الصدر الأيسر. عادة ما ترتدي النساء شاراتهن على قوس على كتفهن الأيسر، على الرغم من أنهن قد يرتدين نفس شارة الرجال إذا رغبت في ذلك.
يتم إصدار دبوس طية صدر السترة ذهبي للارتداء اليومي مع كل شارة من الأمر في وقت التنصيب؛ AK / AD ودبابيس طية صدر السترة AC تتميز بجوهرة مركزية من السترين، ودبابيس طية صدر AO و AM لها مركز مطلي بالمينا الأزرق ودبابيس طية صدر OAM بسيطة.
تم تصميم شارة النظام بواسطة ستيوارت ديفلين.

## عضوية
يتكون الترتيب حاليًا من أربعة مستويات (توقف واحد) والميدالية، في كل من الأقسام العامة والعسكرية. منذ عام 2015، تم إيقاف مستوى الفارس / السيدة بناءً على نصيحة رئيس الوزراء آنذاك مالكولم تورنبول. تم تقديم جوائز فارس وسيدته في القسم العام فقط. 
بينما يمكن لحكام الولايات تقديم مستوى الضابط والعضو وميدالية وسام أستراليا إلى المقيمين في ولايتهم، يمكن فقط لملكة أستراليا أو الحاكم العام تقديم مستوى الرفيق (وأيضًا مستوى الفارس / السيدة سابقًا).

## معايير الجائزة بالتفصيل
يتم منح المستويات المختلفة للترتيب وفقًا لمستويات إنجاز المستلمين:

### نايت / دام (1976–1983 ؛ 2014-2015)
- الشعبة العامة : «الإنجاز الاستثنائي والبارز والجدارة لأعلى درجة في الخدمة لأستراليا أو للإنسانية بشكل عام».
- الشعبة العسكرية : لا تمنح في الشعبة العسكرية.

كانت هناك حصة أربعة في السنة، باستثناء التعيينات الفخرية. تم منح Knight- و Damehoods من 1976 إلى 1983، ومن 2014 إلى 2015، ولكن لم يتم منحها حاليًا.

### رفيق (AC)
- الشعبة العامة - «الإنجاز البارز والجدارة لأعلى درجة في الخدمة لأستراليا أو للبشرية ككل».
- الفرقة العسكرية - «خدمة بارزة في واجبات ذات مسؤولية كبيرة».

باستثناء التعيينات الفخرية، لم يتم تعيين أكثر من 25 مرافقًا في أي سنة تقويمية حتى عام 2003. في عام 2003 تم زيادة هذا إلى 30. وقد زاد هذا في عام 2016 إلى 35.

### ضابط (AO)
- الشعبة العامة - «خدمة مميزة على درجة عالية لأستراليا أو للإنسانية بشكل عام».
- الشعبة العسكرية - «الخدمة المتميزة في المناصب المسؤولة».

قبل عام 2003، كانت الحصة 100 موظف معينين في أي سنة تقويمية. وقد زاد هذا إلى 125 في عام 2003  وزاد مرة أخرى في عام 2016 إلى 140.

### عضو (AM)
- القسم العام - «الخدمة في مكان معين أو مجال نشاط أو لمجموعة معينة».
- الشعبة العسكرية - «الخدمة الاستثنائية أو أداء الواجب».

قبل عام 2003، كانت الحصة 225 عضوًا يتم تعيينهم في أي سنة تقويمية. وقد زاد هذا إلى 300 في عام 2003، إلى 340 في عام 2016، وإلى 365 في عام 2018.

### وسام وسام أستراليا (OAM)
- الشعبة العامة - «خدمة جديرة بتقدير خاص»
- الشعبة العسكرية - «خدمة جديرة بالتقدير أو أداء الواجب».

لا توجد قيود على حصص جوائز وسام النظام.

## الترشيح والتعيين
منذ عام 1976، يجوز لأي مواطن أسترالي ترشيح أي شخص للحصول على جائزة وسام أستراليا. يمكن منح الأشخاص الذين ليسوا مواطنين أستراليين عضوية فخرية في النظام على جميع المستويات. يتم تقديم نماذج الترشيح إلى مدير أمانة الشرف، وهو منصب داخل مكتب السكرتير الرسمي للحاكم العام لأستراليا، في مقر الحكومة ، كانبرا،  والتي يتم إرسالها بعد ذلك إلى المجلس من أجل الأمر أستراليا. يعين رئيس الوزراء اليوم رئيس المجلس وسبعة «ممثلين للمجتمع»، بينما تعين كل ولاية وإقليم ممثلها وهناك أعضاء آخرون بحكم مناصبهم. كان رئيس المجلس اعتبارًا من يناير 2021 هو رئيس الوزراء السابق للحزب الليبرالي القطري في الإقليم الشمالي شين ستون.
يرفع المجلس توصياته إلى الحاكم العام. يتم الإعلان عن الجوائز في يوم أستراليا وفي عطلة عيد ميلاد الملكة في يونيو، بمناسبة إعلان خاص من الحاكم العام (عادة الجوائز الفخرية)، وتعيين حاكم عام جديد. الحاكم العام يسلم شارة الأمر إلى المعينين الجدد.
لا يتم إجراء التعيينات في الأمر بعد الوفاة؛ ومع ذلك، إذا توفي المرشح بعد قبول التعيين ولكن قبل تاريخ الإعلان ذي الصلة، يظل التعيين ساري المفعول ويعلن أنه ساري المفعول في موعد لا يتجاوز تاريخ وفاة المرشح. يجوز للفائزين الاستقالة لاحقًا من الأمر، وقد ينصح المجلس الحاكم العام بإزالة فرد من الأمر، والذي يمكنه إلغاء جائزة.  
الإعلانات عن جميع الجوائز والإلغاء والاستقالات تظهر في الجريدة الرسمية للكومنولث . الأشخاص الحاصلون على مرتبة الشرف لديهم خيار عدم ظهور المعلومات على موقع «إنه شرف». استمارات الترشيح سرية ولا يغطيها قانون <i id="mwzA">حرية المعلومات لعام 1982</i> (الكومنولث). الأسباب الكامنة وراء نجاح أو فشل الترشيح - وحتى الحضور في الاجتماعات حيث تمت مناقشة مثل هذه الترشيحات - تظل سرية.

## تاريخ

### مؤسسة
أُنشئ وسام أستراليا في 14 فبراير 1975 بموجب خطابات براءة اختراع من الملكة إليزابيث الثانية ملكة أستراليا، وملكة أستراليا، وصادق عليها رئيس وزراء أستراليا، غوف ويتلام. كان الترتيب الأصلي من ثلاثة مستويات: رفيق (AC)، ضابط (AO) وعضو (AM) بالإضافة إلى قسمين: القسم المدني والشعبة العسكرية. في ذلك الوقت أُعلن أيضًا أن رؤساء الوزراء الأستراليين لن يقوموا بعد الآن بترشيح أشخاص لتكريم الإمبراطورية البريطانية، لكن هذه الممارسة الجديدة لم تمتد إلى الترشيحات من قبل رؤساء وزراء الدولة.
في 24 مايو 1976، تم إنشاء مستوى فارس (AK) و Dame (AD) وميدالية وسام أستراليا (OAM)، بناءً على نصيحة خليفة Whitlam ، Malcolm Fraser ، وتمت إعادة تسمية القسم المدني الشعبة العامة. تم منح مستوى الفارس / السيدة فقط في القسم العام.
تم تصميم الهيكل الأصلي المكون من ثلاثة مستويات من وسام أستراليا بشكل وثيق على غرار وسام كندا،  الرغم من أن وسام أستراليا قد تم منحه بشكل أكثر ليبرالية، لا سيما فيما يتعلق بالجوائز الفخرية لغير المواطنين. حتى الآن، تم تعيين 24 شخصًا من غير الكنديين فقط في وسام كندا، بينما تم تعيين أكثر من 420 من غير الأستراليين في وسام أستراليا، و 40 منهم إلى رتبة «رفيق».

### فرسان وسيدات

ظهرت شارة العنق لفارس وسام أستراليا في قاعدة شعار النبالة للسير نينيان ستيفن.

بعد الانتخابات الفيدرالية عام 1983، نصح رئيس الوزراء بوب هوك بإلغاء مستوى فارس / سيدة. في 3 مارس 1986، وقعت الملكة براءة اختراع مشتركة لإلغاء المستوى، مع عدم تأثر الفرسان والسيدات الحاليين بالتغيير. في الفترة 1976 – 1983، تم إنشاء اثني عشر فارسًا وسيدتين، جميعهم باستثناء واحد منهم - الأمير تشارلز - قد مات الآن.
في 19 مارس 2014، نصح رئيس الوزراء توني أبوت الملكة بإعادة مستوى فارس / سيدة ووقعت الملكة براءة اختراع مشتركة لتنفيذ ذلك. تم الإعلان عن التغيير علنًا في 25 مارس، ونُشر في الجريدة الرسمية في 17 أبريل 2014. يمكن تعيين ما يصل إلى أربعة فرسان و / أو سيدات كل عام، من قبل ملكة أستراليا بناءً على نصيحة رئيس وزراء أستراليا بعد التشاور مع رئيس مجلس وسام أستراليا.
بعد ذلك تم تسليم خمس جوائز فارس وسيدة للحاكم العام المنتهية ولايته كوينتين برايس. خليفتها بيتر كوسجروف. رئيس قوة الدفاع مؤخرا، أنجوس هيوستن؛ حاكمة نيو ساوث ويلز مؤخرًا، ماري بشير؛ والأمير فيليب. قوبلت هذه الجائزة الأخيرة بالسخرية والاستياء بين الجمهور ووسائل الإعلام الأسترالية 
واصل حزب العمال الأسترالي معارضة الفروسية و damehoods. صرح زعيم المعارضة بيل شورتن في مارس 2014 أن الحزب سوف يوقف المستوى مرة أخرى إذا فاز في الانتخابات الفيدرالية الأسترالية التالية.
انتهت ولاية أبوت كرئيس للوزراء في سبتمبر 2015. بعد شهرين من توليه منصبه، في 2 نوفمبر 2015، أعلن رئيس الوزراء الموالي للجمهورية مالكولم تورنبول أن الملكة وافقت على طلبه لتعديل خطابات براءة اختراع الأمر ووقف منح الجوائز على هذا المستوى. العناوين الحالية لن تتأثر. وقد هاجم الملوك  هذه الخطوة وأشاد بها الجمهوريون. تم نشر التعديلات على دستور الأمر في 22 ديسمبر 2015.

## العضوية الحالية

### مسؤولي النظام
- وسام الرئاسة: ملكة أستراليا (إليزابيث الثانية)
- المستشار والمرافق الرئيسي: الحاكم العام لأستراليا (ديفيد هيرلي)
- السكرتير: السكرتير الرسمي للحاكم العام لأستراليا (بول سينجر)

### أعضاء العائلة المالكة
- أمير ويلز: فارس (AK)

تشارلز أمير ويلز تم تعيينه فارس وسام أستراليا (AK) في 14 مارس 1981. نظرًا لأنه ليس مواطنًا أستراليًا، على الرغم من أنه وريث العرش الأسترالي، فإن هذا يتطلب أن تكون الجائزة فخرية. للتغلب على هذه المشكلة، تم إنشاء تعيينه من خلال تعديل دستور وسام أستراليا عن طريق براءة اختراع خاصة موقعة من قبل الملكة، بناءً على توصية من رئيس الوزراء مالكولم فريزر.
في مارس 2014 ، أعيد توني أبوت تقديم مستويات الفارس والسيدة، التي ألغاها رئيس الوزراء بوب هوك في عام 1986، إلى وسام أستراليا. في الوقت نفسه، أعلن أبوت أن التعيينات المستقبلية على هذا المستوى سيوصي بها رئيس الوزراء وحده، بدلاً من مجلس وسام أستراليا، كما هو الحال مع جميع المستويات الأدنى من الترتيب. وفقًا لقوانين عام 2014، تم إنشاء الأمير فيليب ، دوق إدنبرة، وسام فارس من خلال خطابات براءة اختراع موقعة من الملكة في 7 يناير 2015، بناءً على نصيحة أبوت. تم الإعلان عن لقب فارس الأمير فيليب كجزء من تكريم يوم أستراليا في 26 يناير 2015 وتعيينه أثار انتقادات لما وصفه أبوت بأنه «دعوة الكابتن». رد أبوت بالإعلان عن أن التوصيات المستقبلية للتعيينات كفرسان وسيدات الأمر سيحددها مجلس وسام أستراليا.

### جوائز فخرية
تُمنح جوائز وسام أستراليا أحيانًا لأشخاص ليسوا من مواطني أستراليا لتكريم إنجازات غير عادية. هذه الإنجازات، أو الأشخاص أنفسهم، ليست بالضرورة مرتبطة بأستراليا، على الرغم من أنها غالبًا ما تكون كذلك. في 26 كانون الثاني (يناير) 2019، أدرج موقع الويب الأسترالي Honors التعيينات لـ 40 رفيقًا فخريًا و 100 موظف فخري و 127 عضوًا فخريًا في وسام أستراليا ومنح 124 ميدالية فخرية من وسام أستراليا. تشمل الجوائز الفخرية البارزة ما يلي:
- رفيق فخري
  - جميع الرفقاء الفخريين في وسام أستراليا بارزون - انظر قائمة الرفقاء الفخريين في وسام أستراليا
    - أنظر أيضا: الفئة: الرفقاء الفخريين من وسام أستراليا
- ضابط فخري
  - علي العطاس، ميل جيبسون، ماينا جيلجود، هيرويوكي إيواكي، كلايف لويد، اللورد موريس من مانشستر، الجنرال الأمريكي ديفيد بترايوس، [34][35] الأدميرال هاري هاريس، جيرزي توبليتز، جوليوس تاهيجا، إيدو دي وارت، مالكولم ويليامسون وGoogie Withers وJames Wolfensohn
    - تم منح فريد هولوز، الذي كان آنذاك مواطنًا نيوزيلنديًا، منصب الضابط الفخري في عام 1985، لكنه رفض الجائزة؛ أصبح مواطنًا أستراليًا في عام 1989، وفي عام 1991 تم تعيينه رفيقًا أساسيًا للأمر
    - تم تعيين رومالدو جيورجولا ضابطًا فخريًا في عام 1989 ؛ أصبحت هذه جائزة جوهرية في عام 2000 عندما تبنى الجنسية الأسترالية
    - أنظر أيضا: الفئة: الضباط الفخريون في وسام أستراليا
- عضو فخري
  - هارييت مايور فولبرايت، اللورد هاروود، بريان لارا، ساشين تيندولكار وروبين ويليامز .
    - تم تعيين Terri Irwin عضوًا فخريًا في عام 2006 ؛ أصبحت هذه جائزة جوهرية عندما أصبحت مواطنة أسترالية في عام 2009
    - انظر أيضًا التصنيف: الأعضاء الفخريون في وسام أستراليا

### تفصيل الجنس

رسم بياني للنسبة المئوية لأوسمة وسام أستراليا الممنوحة للنساء في كل عام منذ عام 1975

منذ عام 1975، كانت نسبة النساء اللاتي حصلن على وسام الشرف الأسترالي أقل بقليل من 30 في المائة. يتزايد عدد الترشيحات والجوائز الخاصة بالنساء، حيث أسفرت جوائز عيد ميلاد الملكة لعام 2021 عن أعلى نسبة من الجوائز للنساء حتى الآن (43.3 في المائة، 43.9 في المائة في القسم العام). دعت مجموعات المناصرة مثل تكريم المرأة ووكالة المساواة بين الجنسين في مكان العمل إلى بذل جهود أكبر للوصول إلى تمثيل متساو للرجال والنساء في النظام.

### علم اجتماع الحاصلين على أعلى المستويات
في ديسمبر 2010، أبلغت The Age عن دراسة للخلفيات التعليمية لجميع الأشخاص الذين حصلوا على جوائز Knight / Dame and Companion في ذلك الوقت. وذكرت: "إن تحليل 435 شخصًا حصلوا على أعلى وسام الشرف الأسترالي منذ منحهم لأول مرة في عام 1975، يُظهر أنهم التحقوا بشكل غير متناسب بحفنة من مدارس النخبة الثانوية الفيكتورية. حصل خريجو كلية سكوتش على أكبر عدد من الجوائز، حيث حصل 19 طالبًا سابقًا على أعلى وسام في أستراليا [في ذلك الوقت]  

### قوائم المتلقين في الفئات
| سيدات وسام أستراليا             |  | سيدات أستراليات              |  |                                |  |
| فرسان وسام أستراليا             |  | فرسان استراليين              |  |                                |  |
| رفقاء وسام أستراليا             |  | الصحابة الفخرية              |  | الصحابة السابقون               |  |
| ضباط وسام أستراليا              |  | الضباط الفخريون              |  | الضباط السابقون                |  |
| أعضاء وسام أستراليا             |  | الأعضاء الفخريون             |  | أعضاء سابقون                   |  |
| الحاصلون على وسام وسام أستراليا |  | الفائزون الفخريون بالميدالية |  | الحاصلون على الميدالية السابقة |  |

### وسام جمعية أستراليا
في 26 يناير 1980، شكل الحاصلون على جائزة النظام وسام جمعية أستراليا. تسعى هذه المنظمة إلى مساعدة أعضاء النظام في مساعيهم المتعلقة بتطوير الثقافة والتقاليد الأسترالية والحفاظ عليها. كما تحاول المنظمة زيادة وعي أولئك الذين تم تكريمهم بالأمر، لأن العديد منهم ليسوا أسماء عائلية، على الرغم من مساهماتهم. يمكن العثور على فروع الجمعية في جميع الولايات والأقاليم في أستراليا.

## الأولوية
صُنفت جوائز الشرف «الإمبراطورية» الممنوحة بعد 5 أكتوبر 1992 على أنها «جوائز أجنبية»، وبالتالي فهي أسبقية أقل من جميع الجوائز الأسترالية.</br> (لاحظ، مع ذلك، أن صليب فيكتوريا (original/imperial/British) ، وجوائز الملك، احتفظت بمركزها في ترتيب الأسبقية، حتى لو تم منحها بعد 5 أكتوبر 1992.)
| في حالة منحها بعد 5 تشرين الأول / أكتوبر 1992                   | في حالة منحها بعد 5 تشرين الأول / أكتوبر 1992 | في حالة منحها بعد 5 تشرين الأول / أكتوبر 1992                   |
| السابقة                                                         | مستوى                                         | التالية                                                         |
| --------------------------------------------------------------- | --------------------------------------------- | --------------------------------------------------------------- |
| عضو في وسام الاستحقاق (OM)                                      | فارس / سيدة                                   | فارس / السيدة جراند كروس من النظام الملكي الفيكتوري (GCVO)      |
| فارس / السيدة جراند كروس من النظام الملكي الفيكتوري (GCVO)      | رفيق                                          | فارس / سيدة قائد النظام الملكي الفيكتوري (KCVO/DCVO)            |
| فارس / سيدة قائد النظام الملكي الفيكتوري (KCVO/DCVO)            | ضابط                                          | قائد النظام الملكي الفيكتوري (CVO)                              |
| صليب الخدمة المتميز (DSC)                                       | عضو                                           | ملازم من النظام الملكي الفيكتوري (LVO)                          |
| وسام المخابرات الأسترالية (AIM)                                 | ميدالية                                       | وسام القديس يوحنا                                               |
| </br> إذا مُنحت قبل 6 أكتوبر 1992                                |                                               |                                                                 |
| السابقة                                                         | مستوى                                         | التالية                                                         |
| عضو في وسام الاستحقاق (OM)                                      | فارس / سيدة                                   | فارس / السيدة جراند كروس من وسام القديس مايكل وسانت جورج (GCMG) |
| فارس / السيدة الكبرى كروس من وسام الإمبراطورية البريطانية (GBE) | رفيق                                          | رفيق وسام رفقاء الشرف (CH)                                      |
| فارس بكالوريوس                                                  | ضابط                                          | رفيق وسام الحمام (CB)                                           |
| صليب الخدمة المتميز (DSC)                                       | عضو                                           | ملازم من النظام الملكي الفيكتوري (LVO)                          |
| وسام المخابرات الأسترالية (AIM)                                 | ميدالية                                       | وسام القديس يوحنا                                               |